# Миносян, Артур Варкезович
Арту́р Варке́зович Минося́н (род. 4 августа 1989; Новороссийск, Краснодарский край, СССР) — российский футболист, полузащитник.

## Карьера
Воспитанник новороссийского футбола (первый тренер — В. А. Асланов). Выступал в дубле «Черноморца». В 2007 году начинал профессиональную карьеру в клубе «Спартак-УГП». В 2008 году перешёл в «Краснодар-2000». В 2009—2013 годах защищал цвета «Черноморца». В феврале 2014 года пополнил ряды нижегородской «Волги». В Премьер-лиге дебютировал 10 марта в матче против «Амкара» (1:5). В феврале 2017 года подписал контракт с московским «Торпедо». Летом того же года вернулся в «Черноморец», в котором завершил карьеру в 2019 году. За новороссийский клуб во всех соревнованиях провёл в общей сложности 169 матчей и забил 19 мячей.

## Достижения
- Победитель зоны «Юг» Второго дивизиона: 2010
- Серебряный призёр зоны «Юг» Второго дивизиона: 2012/13
- Бронзовый призёр зоны «Центр» Второго дивизиона: 2016/17